# Arbetslöshet

Arbetslöshetsgraden i olika länder i världen (Världsbanken).

Arbetslöshet är när en person inte har ett arbete och samtidigt ägnar sig åt aktivt jobbsökande. I statistiska sammanhang definieras en person som arbetslös om denne är i arbetsför ålder (vanligen 15-75), saknar betalt arbete, är tillgänglig för att arbeta, och antingen aktivt söker efter arbete eller väntar på ett arbete som snart ska börja. Även personer som är i utbildning betraktas enligt ILO:s internationella riktlinjer som arbetslösa om de saknar arbete, är tillgängliga för att arbeta och söker arbete.
Arbetskritiker kritiserar synen på arbete som någonting en person "måste" ägna sig åt för att ha rätt att leva ens ett rimligt liv.
Ordet arbetslöshet används också ofta för att beteckna arbetslöshetsgrad, alltså andelen av alla personer i arbetskraften som är arbetslösa. Att vara i arbetskraften innebär att man antingen är arbetslös eller sysselsatt. Ett annat mer sällan använt ord för att beskriva samma andel är det "relativa arbetslöshetstalet".   
Inom politiken är arbetslösheten i ett land ofta en av de frågor som debatteras mest. Många länder har under 1900-talet utvecklat olika former av bidrag och socialförsäkringar för de arbetslösa.
Rätt till arbete och skydd mot arbetslöshet är en mänsklig rättighet.
| ”                                                               | Var och en har rätt till arbete, fritt val av sysselsättning, rättvisa och tillfredsställande arbetsförhållanden samt till skydd mot arbetslöshet. | „ |
| – Artikel 23.1 i FN:s deklaration om de mänskliga rättigheterna | |   |

## Arbetslöshetens orsaker

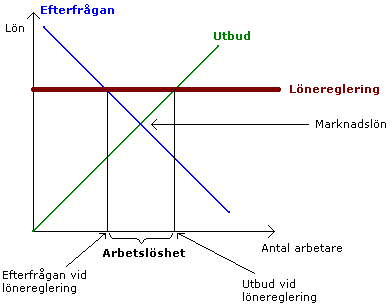
Den ortodoxa neoklassisk-nationalekonomiska förklaringen till arbetslöshet.

Den totala arbetslösheten kan delas in i:
- Arbetslöshet orsakad av otillräcklig arbetskraftsefterfrågan - Finns i två former: Keynesiansk arbetslöshet som ofta kallas konjunkturarbetslöshet som orsakas av cykler i ekonomin. Klassisk arbetslöshet som orsakas av att reallönenivån är för hög vilket illustreras i diagrammet till höger.
- Friktionsarbetslöshet - Beror på att det tar tid att söka jobb och informera sig om tänkbara arbetsgivare, samtidigt som det tar tid för arbetsgivaren att anställa.
- Strukturell arbetslöshet - Orsakas av att arbetskraftens kompetens eller geografiska lokalisering ej stämmer överens med arbetskraftsefterfrågan. Detta kan till exempel uppträda genom att vissa branscher försvinner antingen genom att totala efterfrågan minskar eller genom att de lokala arbetstillfällena blir utkonkurrerade.
- Vissa arbetskritiker menar att arbetslöshet blir allt vanligare i västvärlden på grund av att arbete inte skapar något verkligt värde i samma utsträckning som det gjort hittills under modern tid. En författare som ansluter sig till synen om hur arbete blir allt mer värdelöst är Roland Paulsen.

Synen på vad som orsakar arbetslöshet har varierat genom tiden och än idag är det en diskuterad fråga inom nationalekonomin. Frågan kompliceras av att det finns olika sorters arbetslöshet. Man brukar skilja mellan friktionsarbetslöshet och strukturarbetslöshet. Den förra är inte särskilt skadlig vare sig för den arbetslöse eller ekonomin i sin helhet. Den senare är mer allvarlig eftersom den ofta antas bero på att det råder obalans mellan utbud och efterfrågan av arbetskraft.
Man kan urskilja tre huvudförklaringar till arbetslöshet: att lönerna är för höga, att efterfrågan är för liten och att marknaden är för trög för att kunna föra ihop utbud och efterfrågan. Förklaringen som fokuserar på lönenivåerna kallas ofta den klassiska förklaringen. Att istället fokusera på efterfrågan gjorde bland andra den engelska ekonomen John Maynard Keynes. Keynes syn på arbetslöshet har haft stort inflytande i Sverige. Den tredje förklaringen menar att friktionsarbetslösheten i själva verket är mer central än vad den ofta anses vara. Därför gäller det att övergången från arbete till arbete eller från arbetslöshet till arbete sker så smidigt som möjligt. På så sätt minskas mängden oarbetade timmar i samhället.
Vissa ekonomer anser att det råder en motsättning mellan de europeiska välfärdsekonomierna och låg arbetslöshet. I USA har arbetsmarknaden historiskt sett varit mindre reglerad och anställningar har varit mindre säkra för arbetarna, amerikaner flyttar generellt sett mer än européer, har mindre facklig aktivitet och större löneskillnader. Detta har tillsammans bidragit till att den amerikanska arbetsmarknaden varit mer flexibel, till kostnad av sämre villkor för arbetstagarna.
Vissa har även föreslagit att det är den nya tekniken som reducerar behovet av mänsklig arbetskraft och som därmed ökar arbetslösheten. Denna förklaring avvisas dock generellt av nationalekonomer.

### Förklaringar till för högt löneläge
De nationalekonomer som förklarar arbetslösheten med att lönen hamnar över jämviktsnivån har försökt hitta förklaringar till att detta fenomen uppstår. Insider-outsider-hypotesen har föreslagit att de som har arbete är insiders som utnyttjar sin makt över fackföreningar och företag till att hålla uppe lönerna, medan man inte tar någon hänsyn till outsiders. En annan teori är public choice-hypotesen som förklarar löneregleringar med att särintressen påverkar den politiska processen till sin fördel.

## Arbetslöshet enligt olika svenska statistikkällor
Statistiska centralbyrån (SCB) har sedan tidigt 1960-tal mätt och beräknat den officiella arbetslösheten i Sverige med hjälp av de månatliga arbetskraftsundersökningarna (AKU).  AKU är en intervjuundersökning där personer tillfrågas om vad de gjort under en specifik referensvecka. SCB:s beräkningar vilar på internationella överenskommelser och definitioner fastställda av ILO och insamlingen syftar till att skapa internationellt jämförbar statistik. Arbetslösa enligt AKU omfattar personer som var utan arbete under referensveckan men som sökt arbete under de senaste fyra veckorna (referensveckan och tre veckor bakåt) och kunde arbeta referensveckan eller börja inom 14 dagar från referensveckans slut. Arbetslösa omfattar även personer som har fått ett arbete som börjar inom tre månader, förutsatt att de skulle ha kunnat arbeta referensveckan eller börja inom 14 dagar från referensveckans slut.  
År 2005 ändrades insamlingsmetoden för att öka jämförbarheten med andra länders statistik. Den huvudsakliga ändringen innebar att fler personer som väntar på arbete räknas som arbetslösa. Detta berörde många studerande ungdomar under våren då de väntar på att deras sommarjobb ska börja.
Tidigare förelåg skillnader mellan det svenska, officiella arbetslöshetsmåttet och den internationella definitionen av arbetslöshet. Skillnaden låg i huvudsak i man i Sverige inte räknade heltidsstuderande (i reguljär utbildning eller i arbetsmarknadsåtgärder) som sökt och kunnat ta ett arbete som arbetslösa. Sedan 2007 inkluderas dessa studerande i svensk officiell arbetslöshetsstatistik i enlighet med den internationella definitionen. Förändringen hade framförallt betydelse för den uppmätta ungdomsarbetslösheten.
I Sverige producerar även arbetsförmedlingen statistik över arbetslöshet. Arbetsförmedlingens statistik baseras istället på antalet personer som registrerats som arbetssökande på arbetsförmedlingen. I arbetsförmedlingens statistik räknas de som arbetslösa som antingen är öppet arbetslösa eller deltar i vissa arbetsmarknadsåtgärder, till exempel arbetsmarknadsutbildning eller arbetspraktik. Inskrivna som deltar i åtgärder som medför att de får lön från en arbetsgivare, till exempel lönebidrag eller anställningsstöd, räknas dock som sysselsatta.

### Jämförelse mellan AKU och arbetsförmedlingens statistik
AKU och  arbetsförmedlingens statistik redovisar ofta ett likartat antal arbetslösa, men det kan vara olika personer som är arbetslösa enligt de två källorna. Under 2016 uppskattades ungefär 360 000 personer vara arbetslösa enligt AKU och ungefär lika många var inskrivna som arbetslösa enligt Arbetsförmedlingen. Men samtidigt bedömdes endast ungefär två tredjedelar (214 000) av dessa personer vara arbetslösa enligt båda källorna. En anledning är att man kan vara inskriven vid arbetsförmedlingen samtidigt som man arbetar i någon utsträckning, eller utan att aktivt söka arbete under AKU:s referensvecka. Om man arbetar eller om man inte aktivt söker efter arbete är man inte arbetslös enligt AKU. År 2016 bedömdes 75 000 personer vara inskrivna vid arbetsförmedlingen och samtidigt sysselsatta under den vecka de tillfrågades av AKU. Ungefär lika många av de inskrivna sökte inte arbete. Å andra sidan kan man aktivt söka arbete och därför vara arbetslös enligt AKU utan att vara inskriven vid arbetsförmedlingen, något som är vanligt bland studenter till exempel. År 2016 var 123 000 personer arbetslösa enligt AKU utan att ha skrivit in sig vid förmedlingen (18 000 var inskrivna men räknades av andra skäl inte som arbetslösa av arbetsförmedlingen).
Arbetsförmedlingens statistik är den enda statistik som redovisas för enskilda kommuner eftersom den beräknas från hela befolkningen. AKU:s beräknade arbetslöshet baseras istället på intervjuer med ett urval av svarspersoner, och det kan vara ganska få personer i enskilda kommuner. Därför redovisas AKU-statistiken gemensamt för hela landet.

### Arbetslöshet hos kvinnor
I åldrarna 15-74 år är det i genomsnitt 5 059 000 sysselsatta under året 2021. Denna siffra motsvarar 67,3 procent i sysselsättningsgrad. Sammanlagt beräknas arbetade timmar per vecka sträcka sig till 151,9 miljoner. 489 000 motsvarar de arbetslösa, vilket i procent ligger på 8,8 procent. Mellan åldrarna 16 och 64 år ligger sysselsättningsgraden för kvinnor på omkring 75,9 procent. Detta till skillnad från männens sysselsättningsgrad som ligger på 80,8 procent. Detta motsvarar en skillnad på 4,9 procentenheter. Sysselsättningsgradens skillnader mellan kvinnor och män minskade betydligt under 1970- och 1980-talent. Under 1970-talet låg sysselsättningsgraden hos kvinnor på 60,2 procent och hos män 86 procent. Antalet sysselsatta kvinnor har dock alltid varit under antalet sysselsatta män mellan 1970-talet till 2020-talet mellan åldrarna 16-64 år.

#### Covid-19
År 2020-2021 präglades världens av stora smittspridning vågor. Under sommaren och tidig höst, då smittspridningen var låg, togs många restriktioner bort i slutet av september då en stor del av befolkningen blev vaccinerade. Smittspridningen ökade drastiskt i slutet av november 2021 då omikron varianten upptäcktes i Sverige. Pandemin kom att påverka samhällets beteende genom att slå hårt mot en viss mängd branscher inom arbetsmarknaden. Under 2020 var antalet sysselsatta cirka 5 064 000 personer. Detta innebar en minskning med 67 000 personer. Enligt beräkning uppgick 2 675 000 män vara sysselsatta, och för kvinnornas del minskade antalet sysselsatta med 49 000 till 2 388 000

#### Utbildning
Studier visar på att utbildningsnivån har en tendens att påverka arbetslösheten. En studie som har genomförts i Nederländerna visar att kvinnor generellt har svårare att hitta jobb. När det kommer till universitetsutbildade tenderar kvinnor lättare att hitta jobb än vad män gör.

#### Män anställer män
Forskning visar på att en manlig arbetsgivare i många fall väljer att kalla en manlig kandidat inför första jobbintervju. Anni Erlandsson som ligger bakom studien har inget svar på detta. Men en förklaring till detta fenomen enligt henne är att den manliga arbetsgivaren är rädd att arbetsinsatserna ska påverkas negativt då kvinnan eventuellt kanske skaffar barn och därmed behöver vara borta från jobbet. Hon jämförde en liknande studie tillsammans med två forskarkollegor. Det visade sig att män och kvinnor blir kallade till jobbintervjuer lika ofta, och därmed finns det en annan förklaring till ojämlikheten inom arbetsmarknaden. Erlandsson menar att kvinnor gör andra val i livet, då dem exempelvis tar ut längre föräldraledighet eller vabbar mer.

## Arbetslöshet i utvecklingsländer
Utvecklingsländer har ofta en dåligt utvecklad arbetsmarknad. Många är undersysselsatta eller informellt anställda. Vanligtvis har få en formell anställning. Denna minoritet är dock ofta politiskt mäktig. The Economist har beskrivit Indiens arbetsmarknad som karakteriserad av "betungande arbetsmarknadsregleringar som skyddar en minoritet av arbetstagare på bekostnad av arméer av jobbsökande".

## Ungdomsarbetslöshet
Arbetslösheten bland unga 15-24 år kallas ungdomsarbetslöshet. Arbetslös är den som aktivt söker arbete och står till arbetsmarknadens förfogande enligt SCB:s arbetskraftsundersökningar (AKU). Arbetslösheten är högst bland tonåringarna (15-19 år) och varierar över året. Högst är ungdomsarbetslösheten under det andra kvartalet då många unga söker sommar- och extrajobb. En del av dem som vi räknar som arbetslösa i den officiella statistiken skulle inte kalla sig själva arbetslösa, utan studenter som söker sommarjobb. Måttet är dock korrekt och går att jämföra med andra länder. 
Det finns många fallgropar (utöver rena mätproblem) när man ska tolka siffrorna för ungdomsarbetslöshet. Arbetskraftsdeltagandet är för det första mycket lägre bland unga (som ju i stor utsträckning studerar) än bland dem som är minst 25 år. Om arbetslösheten i åldrarna 25–64 år skulle vara 10 procent betyder detta att ungefär var tionde vuxen är arbetslös eftersom arbetskraftsdeltagandet bland de vuxna inte är så långt ifrån 100 procent (mellan 85 procent och 90 procent under senare år). Motsvarande kalkyl för unga leder dock tanken fel, eftersom de flesta unga studerar är arbetskraftsdeltagandet bland ungdomar bara är omkring 50 procent. Därför blir det helt fel om man hävdar att var fjärde ungdom är arbetslös om ungdomsarbetslösheten ligger i närheten av 25 procent. När man jämför arbetslösheten bland yngre och äldre är det därför viktigt att veta vad det är man jämför. Det kan vara viktigt med alternativa mått för ungdomars arbetslöshet, till exempel NEET-måttet (Not in Education, Employment, or Training) som visar hur många unga som inte är i utbildning anställning eller annat lärande. Arbetsförmedlingens statistik är också en källa till kunskap om ungdomsarbetslösheten. Där finns de som tagit steget och skrivit in sig vid förmedlingen, en mindre grupp än de som aktivt söker arbete och står till arbetsmarknadens förfogande. De flesta ungdomar är arbetslösa korta tider. Genom att studera Arbetsförmedlingens statistik kan vi lära oss något om hur arbetslösheten är fördelad mellan individer, det vill säga vilka det är som är arbetslösa länge och vilka som är arbetslösa en kort period. Ungdomsarbetslöshet kan ge långvariga effekter och de som blir arbetslösa direkt efter gymnasiet fortsätter att vara betydligt mer arbetslösa än andra under de följande tio åren.
De vanligaste anledningarna och också de mest omdebatterade orsakerna till ungdomsarbetslöshet är diverse brister i utbildningssystemet, för höga ingångslöner för ungdomar, alltför strikt anställningsskydd, låg motivation till egenförsörjning och Sveriges turordningsregler.
År 2007–2009 sänktes arbetsgivaravgifterna för ungdomar för att höja de ungas sysselsättning. Det hade små positiva effekter på sysselsättningen, men kostade staten mycket i uteblivna intäkter.
För att komma till med denna ungdomsarbetslöshet man i Sverige idag besitter har man till exempel infört yrkesintroduktionsanställningar vilket ska minska ungdomsarbetslösheten.

### Ungdomsarbetslöshet i Europa
Den ekonomiska krisen i några av de europeiska länderna har på senare tid[när?] (till exempel Grekland och Spanien) orsakat en ökad ungdomsarbetslöshet. I dessa två länder är ungdomsarbetslösheten för närvarande över 50 procent. Siffran i Sverige ligger strax över snittet i EU. I många länder stagnerade ökningen av ungdomsarbetslöshet under 2010. Under 2011 och 2012 har ungdomsarbetslösheten i EU haft en tendens att börja öka igen. Tyskland är idag de land som rankas ha den lägsta ungdomsarbetslöshet i Europa, dock inte den högsta arbetslösheten.